# Collettea cylindrata
Collettea cylindrata är en kräftdjursart som först beskrevs av Georg Ossian Sars 1882.  Collettea cylindrata ingår i släktet Collettea och familjen Colletteidae. Arten är reproducerande i Sverige. Inga underarter finns listade i Catalogue of Life.